# Theophil Demetriescu

Theophil Demetriescu (n. 12 aprilie 1891, București - d. 16 august 1958, București) a fost un pianist român.
Theophil Demetriescu era fiul lui Anghel Demetriescu și al celei de a doua soții a acestuia, Emma (născută Gluck). Arătând, încă din copilărie, un talent pentru muzică, Theophil Demetriescu a studiat pianul în Germania cu Ferrucio Busoni.
A debutat la 11 februarie 1912 într-un concert cu Filarmonica din Berlin.
În ultimii ani ai vieții, Theophil Demetriescu a întâmpinat mari dificultăți materiale. În 1949 a fost angajat profesor de pian la Institutul de Artă din Cluj, dar salariul său era insuficient pentru a-i permite să-și închirieze o locuință, astfel încât dormea într-una din sălile de predare ale institutului, pe când familia sa ducea o viață de mizerie în București. 

## Activitatea de șahist
Theophil Demetriescu a fost și un bun jucător de șah. Deși a participat și la concursuri internaționale de șah, prefera jocul prin corespondență, care îi permitea o îmbinare mai bună cu profesiunea sa de bază, de pianist, dându-i posibilitatea să se concentreze asupra următoarei sale mutări în perioadele în care se ridica de la pian, fără să-l oblige să-și întrerupă exercițiile pentru durata unei întregi partide de șah.
Prima sa participare la o competiție importantă este cea din perioada 1918-1919, când ia parte la turneul organizat de revista "Deutsches Wochenschach".  În 1933 a participat la turneul de șah de la Ebensee, unde s-a clasat pe locul VI. 
Ulterior, a reprezentat România la a 3-a Olimpiada neoficială de șah (care nu era organizată de Federația Internațională de Șah - FIDE), care a avut loc la München în perioada 17 august - 1 septembrie 1936. Echipa română era formată din Emil Zelinski, Traian Ichim, C. Raina, I. Denes, A. Pichler, Th. Demetriescu, Toma Popa,
Ivan Halic. La această competiție Theophil Demetriescu a jucat la masa 5. Echipa română s-a clasat pe locul 14 din 21 de participanți.
Totuși, dintre turneele de șah la care a avut cel mai mult succes sunt cele prin corespondență. În anii 1930 a participat la campionatele naționale (Bundesmeisterschaft) de șah prin corespondență din Germania, organizate de Asociația Internațională de Șah prin Corespondență (Internationaler Fernschachbund - IFSB), ocupând în 1934-1935 locul 10, în 1935-1936 locul 9, în 1936-1937 locul 14 și în 1937-1938 locul 13. 
Unele din partidele lui Theophil Demetriescu sunt citate în lucrări despre teoria jocului de șah pentru contribuțiile sale teoretice. În acest sens sunt de citat lucrările lui Tim Hardin ,Reuben Fine , Eric Schiller , David Regis  și alții. Dintre partidele remarcate se citează:
1918 partida prin corespondență Th. Demetriescu - A. Claparede (pentru gambitul vienez)

1919 partida prin corespondență Th. Demetriescu - F. Becker
 
1933 partida Razinger - Th Demetriescu din finala turneului de la Ebensee (pentru deschiderea nebunului)
   
1936 partida prin corespondență  Paul Keres - Th. Demetriescu (pentru Partida Spaniolă - Ruy Lopez)

1936 partida prin corespondență Th. Demetriescu –Géza Nagy  (pentru deschiderea cu pionul reginei și apărarea Tarrasch)

## Discografie selectivă
- Busoni, Ferrucio - Perpetuum Mobile - 1924
- Franz Liszt - Gnonemreigen - Vox, 1925
- Carl Maria von Weber - Rondo Brilliante - Vox, 1925
- Georges Bizet - Heimfahrt (Bild am Rhein) - Vox, 1925
- Serghei Prokofiev - Preludiu - Vox, 1925
- Franz Schubert - Ständchen (Serenadă) - Odeon, 1930
- Ignaz Friedman - La Campanella